# Otto Braun (Politiker, 1904)
Otto Braun (* 9. Mai 1904 in Melsungen; † 1. Dezember 1986) war ein deutscher Unternehmer und hessischer Politiker (FDP) und ehemaliger Abgeordneter des Hessischen Landtags.

## Leben
Otto Braun besuchte das Realgymnasium und machte eine kaufmännische Lehre, der sich ein zweijähriger Auslandsaufenthalt anschloss. 1924 absolvierte er ein Studium der Handelswissenschaften an der Universität und Handelshochschule Leipzig. 1926 übernahm er die kaufmännische Leitung und wurde 1929 Inhaber des väterlichen Betriebes B. Braun Melsungen. Sein Sohn Ludwig Georg Braun folgte ihm in der Leitung des Familienunternehmens.
Während der Zeit des Nationalsozialismus trat Otto Braun zum 1. Mai 1937 in die NSDAP ein (Mitgliedsnummer 4.196.055). Nach einer Untersuchung des Hessischen Landtags erreichte Braun den Rang eines Hauptsturmführers beim NSKK. Nach dem Zweiten Weltkrieg wurde er Mitglied der FDP und war für seine Partei von 1952 bis 1960 und von 1964 bis 1969 Stadtverordneter in Melsungen. Im Stadtparlament war er von 1952 bis 1956 Stadtverordnetenvorsteher. Von 1952 bis 1972 war er auch Mitglied des Kreistags Melsungen, wo er von 1952 bis 1956 Vorsitzender der FDP-Fraktion war. Vom 1. Dezember 1954 bis zum 30. November 1958 war er Mitglied des Hessischen Landtags. Von 1950 bis 1966 Vizepräsident und 1967 bis zum 31. Mai 1974 Präsident der Industrie- und Handelskammer Kassel.
1968 wurde er mit der Philipps-Plakette der Philipps-Universität Marburg geehrt. Ab dem 1. Juni 1974 war Otto Braun Ehrenpräsident der IHK Kassel. Die Stadt Melsungen ehrte ihn zu seinem 100. Geburtstag mit einer lebensgroßen Bronzestatue und ernannte ihn zum Ehrenbürger. Er erhielt 1974 das Große Bundesverdienstkreuz mit Stern und die Wilhelm-Leuschner-Medaille. Nach Otto Braun wurde die Otto Braun-Straße in Melsungen benannt. Die Otto-Braun-Stiftung, die Stipendien an Nachwuchswissenschaftler und junge Künstler mit jährlich 200.000 Euro fördert, ist nach ihm benannt.